# Лаврушин Іван Якович
Іван Якович Лаврушин (1900, місто Орел, тепер Російська Федерація — розстріляний 28 січня 1940, Москва) — радянський діяч органів держбезпеки, начальник УНКВС по Горьковській області. Входив до складу особливої трійки НКВС СРСР. Депутат Верховної Ради СРСР 1-го скликання (1937—1938).

## Біографія
Народився в родині офіціанта-буфетника. У 1908—1911 роках — учень Сергіївської початкової церковноприходської школи міста Орла. У 1912—1916 роках — учень вищого початкового міського училища міста Орла.
З лютого 1917 року — в Москві, брав участь в роззброєнні міської поліції, служив у студентській міліції Москви.
У 1918 році — співробітник земельного відділення волосного виконавчого комітету в Орлі. У березні 1918 — лютому 1919 року — завідувач відділу народної освіти Покровського волосного виконавчого комітету Орловської губернії.
Член РКП(б) з грудня 1918 року.
З лютого по травень 1919 року — помічник секретаря Орловської губернської касаційної ради народних суддів.
У червні 1919 року добровільно вступив у Червону армію. У грудні 1919 — лютому 1920 року навчався на першому курсі 1-х Московських кавалерійських курсів РСЧА. У лютому — березні 1920 року — в резерві штабу 1-ї Кінної армії. У березні — травні 1920 року — тво. начальника організаційного відділення штабу 1-ї Кінної армії. У травні 1920 — липні 1921 року — уповноважений особливого відділу 1-ї Кінної армії.
З липня 1921 по квітень 1922 року — уповноважений і старший уповноважений особливого відділу Північно-Кавказького військового округу і Повноважного представництва Всеросійської надзвичайної комісії (ВЧК) по Південному Сходу.
У квітні 1922 — липні 1925 року — начальник інформаційно-агентурного відділу Чорноморського окружного відділу ДПУ.
У вересні 1925 — червні 1928 року — начальник інформаційно-реєстраційного відділу Владикавказького окружного відділу ДПУ.
У червні 1928 — квітні 1930 року — начальник інформаційного відділу Кубанського окружного відділу ДПУ. У квітні — жовтні 1930 року — начальник контррозвідувального відділу і начальник особливого відділу Кубанського окружного відділу ДПУ. Одночасно до жовтня 1930 року — помічник начальника Кубанського окружного відділу ДПУ. У квітні 1930 — серпні 1931 року — начальник особливого відділу 12-ї і 74-ї стрілецьких дивізій Північно-Кавказького військового округу.
У серпні 1931 — березні 1933 року — помічник, заступник начальника Шахтинсько-Донецького оперативного сектора ДПУ.
У березні 1933 — січні 1934 року — заступник начальника секретно-політичного відділу Повноважного представництва ОДПУ по Північно-Кавказькому краю.
У січні — липні 1934 року — начальник секретно-політичного відділу Повноважного представництва ОДПУ по Північно-Кавказькому краю. У липні 1934 — грудні 1936 року — начальник секретно-політичного відділу УДБ УНКВС по Північно-Кавказькому краю. У грудні 1936 — травні 1937 року — начальник 4-го відділу УДБ УНКВС по Північно-Кавказькому (Орджонікідзевського) краю.
З 27 травня по 14 червня 1937 року — заступник начальника Управління НКВС по Горьковській області.
З 14 червня 1937 по 4 грудня 1938 року — начальник Управління НКВС по Горьковській області. Входив до складу особливої трійки, створеної за наказом НКВС СРСР від 30 липня 1937 року, брав активну участь в сталінських репресіях.
Заарештований 4 грудня 1938 року. Засуджений Військовою колегією Верховного суду СРСР 28 січня 1940 року до страти. Розстріляний того ж дня. Не реабілітований.

## Звання
- капітан державної безпеки (25.12.1935)
- майор державної безпеки (5.05.1937)

## Нагороди
- орден Червоної Зірки (11.07.1937)
- медаль «XX років Робітничо-Селянській Червоній Армії» (22.02.1938)
- знак «Почесний працівник ВЧК-ДПУ (XV)» (20.12.1932)